# دارک کسل انترتینمنت
دارک کسل انترتینمنت (انگلیسی: Dark Castle Entertainment) بخشی از سیلور پیکچرز است که یک کمپانی فیلم وابسته به وارنر برادرز می‌باشد. دارک کسل انترتینمنت در سال ۱۹۹۹ توسط جوئل سیلور، رابرت زمکیس و گیلبرت آدلر تأسیس شد. نام این کمپانی ادای احترامی است به ویلیام کسل، فیلمساز ژانر ترسناک که در دهه‌های ۱۹۵۰ و ۱۹۶۰ میلادی فعالیت می‌کرد.
قابل ذکر است در بالا به اشتباه گفته شده که بخشی از ((سیلور پیکچرز))است. این کمپانی در سال ۱۹۹۹ میلادی به صورت رسمی از ((سیلور پیکچرز))جدا شد و کار خود را مستقل آغاز نمود. این کمپانی با همکاری‌های مشترک با ((برادران وارنر و یونیورسال))به موفقیت‌های بسیاری رسیده‌است.

## فیلم‌شناسی دارک کسل انترتینمنت
| سال  | فیلم                          | کارگردان                |
| ---- | ----------------------------- | ----------------------- |
| ۱۹۹۹ | خانه‌ای روی تپه جن زده         | ویلیام مالون            |
| ۲۰۰۱ | سیزده روح                     | استیو بک                |
| ۲۰۰۲ | کشتی ارواح                    | استیو بک                |
| ۲۰۰۳ | گوتیکا                        | متیو کاسوویتس           |
| ۲۰۰۵ | خانه مومی                     | ژاومه کویت-سرا          |
| ۲۰۰۷ | امتحان ایمان                  | استیون هاپکینز          |
| ۲۰۰۷ | بازگشت به خانه روی تپه جن زده | ویکتور گارسیا           |
| ۲۰۰۸ | راکنرولا                      | گای ریچی                |
| ۲۰۰۹ | یتیم                          | خامه کویه-سرا           |
| ۲۰۰۹ | بوران                         | دامینیک سنا             |
| ۲۰۰۹ | تپه‌ها قرمز می‌شوند             | دیو پارکر               |
| ۲۰۰۹ | نینجای قاتل                   | جیمز مک‌تیگو             |
| ۲۰۱۰ | بازنده‌ها                      | سیلوین وایت             |
| ۲۰۱۰ | پیوند                         | وینچنزو ناتالی          |
| ۲۰۱۱ | ناشناس                        | خامه کویه-سرا           |
| ۲۰۱۲ | روح                           | تاد لینکولن             |
| ۲۰۱۲ | کارخانه                       | مورگان اونیل            |
| ۲۰۱۳ | شلیک به سر                    | والتر هیل               |
| ۲۰۱۳ | گریز                          | کورتنی سولومون یارون لو |
| ۲۰۱۷ | سابربیکن                      | جرج کلونی               |
| ۲۰۲۱ | سانس                          | سایمون بارت             |
| ۲۰۲۲ | یتیم: اولین قتل               | ویلیام برنت بل          |